# Leonid Grigorjewitsch Iwaschow

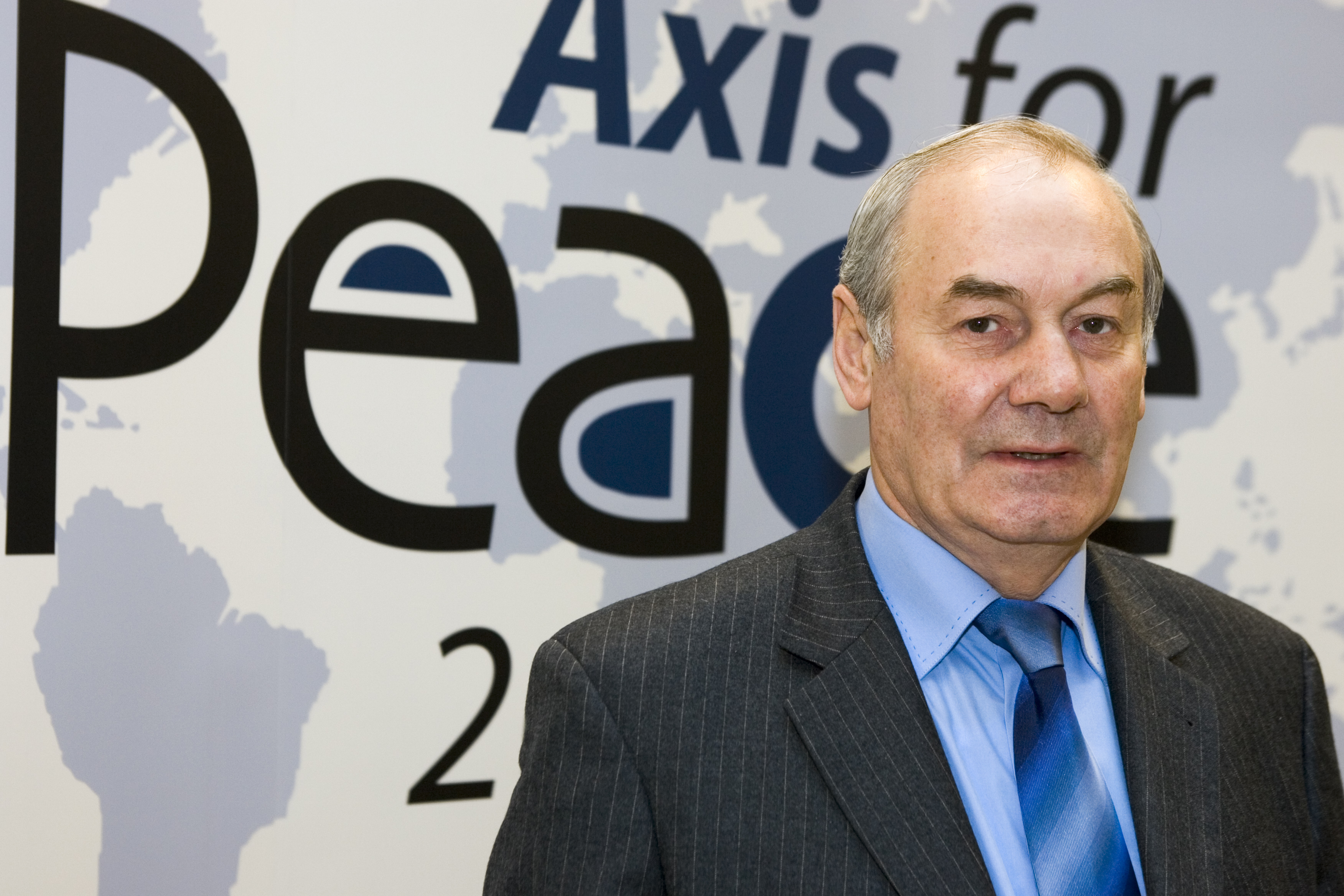
Leonid Iwaschow (2005)

Leonid Grigorjewitsch Iwaschow (russisch Леонид Григорьевич Ивашов; * 31. August 1943 in Frunse, heute Bischkek, Kirgisistan) ist ein russischer Militärexperte. Er war einer der maßgebenden Militärstrategen Russlands nach der Wende. Er ist Präsident der Akademie für Geopolitische Probleme und gilt als führender Spezialist für Geopolitik, Konfliktforschung, internationale Beziehungen und Militärgeschichte. Er hat den Rang eines Generalobersten.
Anfang 2022 wandte er sich in einem drastischen Appell an die Öffentlichkeit und warnte vor den staatsbedrohenden Gefahren eines offenen Krieges gegen die Ukraine. Für den Kriegskurs machte er Wladimir Putin verantwortlich und forderte dessen Rücktritt.

## Berufliche Karriere
1964 absolvierte Iwaschow die Taschkenter Kommandohochschule, 1974 die Militärakademie Frunse. Seit 1976 diente er in der Zentrale des Verteidigungsministeriums der UdSSR. Er war Leiter des Sekretariats der Verteidigungsminister der UdSSR und Marschälle Dmitri Ustinow (1976–1984) und Sergej Sokolow (1984–1987). 1987–1992 war er Leiter der Vermögensabteilung des Verteidigungsministeriums.
1992–1996 war er Sekretär des Rates der Verteidigungsminister der GUS-Mitgliedsländer.
Im August 1999 wurde er Stabschef zur Koordination der militärischen Zusammenarbeit der Mitgliedsländer der GUS.
1996–2001 war er Leiter der Hauptabteilung für internationale militärische Zusammenarbeit des Verteidigungsministeriums der Russischen Föderation. In dieser Funktion sprach er sich gegen die NATO-Osterweiterung aus. Er soll außerdem einer der Organisatoren des russischen Vorstoßes nach Priština im Juni 1999 gewesen sein. Nach seiner Ernennung zum Verteidigungsminister schlug Sergei Iwanow im Juni 2001 Iwaschow zur Versetzung in den Ruhestand vor. Er verließ die Streitkräfte vor Erreichen des Pensionsalters im Range eines Generalobersten. Nach seiner Pensionierung erhielt er Posten im akademischen Bereich sowie in Veteranenverbänden.
Im Dezember 2011 kündigte er seine Kandidatur für die Präsidentschaftswahl am 4. März 2012 an. Die zentrale Wahlbehörde lehnte diese „aus formalen Gründen“ ab.

## Akademische Posten
1977 (?) verteidigte Iwaschow seine Kandidatendissertation über die militärtechnische Überlegenheit der Sowjetunion im Zweiten Weltkrieg. 1998 als Leiter der Hauptabteilung für internationale militärische Zusammenarbeit erwarb er den Doktortitel, der in Russland zur Lehrtätigkeit als Professor berechtigt, mit einer Arbeit über eine Kooperation Russlands mit China und dem Iran als Gegengewicht zur NATO-Expansion. Er ist Professor des Lehrstuhls für internationale Journalistik am Staatlichen Moskauer Institut für Internationale Beziehungen (MGIMO) des Außenministeriums der Russischen Föderation. Außerdem lehrt er an der Staatlichen Linguistischen Universität Moskau. 2004–2014 war er Präsident der Akademie für geopolitische Probleme. Nach einjähriger Unterbrechung wurde er Ende März 2015 auf den Posten wiedergewählt.

## Positionen – Warnung vor einem Krieg gegen die Ukraine
2001 warf er der russischen Führung einen unklaren Kurs im Gefolge westlicher Außenpolitik vor. Die Aufgabe überseeischer Stützpunkte – etwa auf Kuba – sei ein Fehler. Ebenso müsse man mehr auf die Gemeinschaft Unabhängiger Staaten und die Region Zentralasien achten, wo man trotz eines großen russischen Potentials an Einfluss verliere. Er plädierte für eine enge Zusammenarbeit mit dem Iran, Indien und der Ukraine. Russland fehle eine klare geopolitische Doktrin.
2013 behauptete er, der russische Waffenhandel werde von Israel und den USA kontrolliert, 2019 führte er aus, die chassidische Chabad-Bewegung würde sowohl die USA wie auch Russland beherrschen.
Iwaschow ist Mitglied im nationalistischen Isborsk-Klub und gilt als entschiedener Gegner der NATO, deren Osterweiterung er immer ablehnte. Zeitweilig führte er eine monarchistische Gruppierung. Anfang 2022 wandte er sich jedoch namens einer „Gesamtrussischen Offiziersversammlung“ in einer Erklärung gegen einen möglichen Krieg Russlands gegen die Ukraine. Dieser berge die Gefahr, den Osten gegenüber China militärisch zu entblößen, vor allem aber würde er Ukrainer und Russen zu „Todfeinden“ machen und zu einem Konflikt mit den NATO-Staaten führen. Die Kriegspläne Putins seien ein Ausweichen vor den wahren Problemen des Landes, die im Bevölkerungsschwund und einem untauglichen Staatsmodell lägen, und würden – „unterstützt vom Oligarchat, der korrupten Beamtenschaft, handzahmen Medien und Sicherheitskräften“ – Russland als Staat selbst gefährden. Putin solle die „verbrecherische Politik der Kriegsprovozierung“ beenden und sein Amt aufgeben. Die NATO sei keine aktuelle Bedrohung, ihre Truppen würden nicht verstärkt und das strategische Gleichgewicht sei intakt. Mark Galeotti bewertete Iwaschows Appell als Zeichen dafür, dass es neben den von westlichen Beobachtern geschätzten liberalen Kritikern auch nationalistische Dissidenten gebe, die Putin und seinen Kurs ablehnten und vermutlich einen gewissen Rückhalt im Sicherheitsapparat hätten. Diese Einschätzung wird von Paul Roderick Gregory geteilt.
Am 12. Februar 2022 gab Iwaschow der Nowaja gaseta gegenüber an, seine frühere Ablehnung Alexei Nawalnys zu bedauern; dieser habe mit Mut auf Korruption und Fehlentwicklungen aufmerksam gemacht. Man sei an einem Punkt angelangt, wo Politiker der regierenden Partei wie Jewgeni Fjodorow leichtfertig über Atomschläge gegen die USA sprächen. Außenminister Lawrow habe dem Westen ein unerfüllbares Ultimatum in einem Tonfall gestellt, wie zuvor nur Adolf Hitler es getan habe. Damit sei lediglich den Amerikanern geholfen worden, eine Allianz gegen Russland zu formen. Die Ukraine habe jahrelang vergeblich um Militärhilfe gebeten, nun aber liefere der Westen umfangreich. Das werde die NATO auch im Kriegsfalle tun. Reaktionen, die ihn aus dem Westen erreichten, hätten ihm deutlich gemacht, dass dort niemand einen Krieg wolle. Er – Iwaschow – sei durchaus ein Unterstützer Putins gewesen; dieser habe ihn für Meinungen, wie er (Putin) sie später auf der 43. Münchner Konferenz für Sicherheitspolitik selbst vorgetragen habe, einmal entlassen. Aber als Militär beurteile er Putin nach den Ergebnissen. Der von Putin ernannte (frühere) Verteidigungsminister Anatoli Serdjukow habe die Armee ruiniert, sämtliche armeeeigenen Forschungsinstitute geschlossen und untaugliches Personal befördert. Wenn Wladimir Solowjow im Fernsehen von den zu befreienden Ländern schwärme, wisse er als Fachmann, was es bedeute, wenn zwei Armeen aufeinandertreffen. Zehntausende würden sterben. Aber es würde nur von den zu erwartenden Gewinnen geredet, niemand schere sich um die Leute und die Sympathien, die man selbst bei Verbündeten verliere. Als Kommandeur habe er bei Beerdigungen die Trauer der Eltern von Gefallenen erleben müssen. Um sich habe er keine Angst, schließlich habe er bereits zwei Söhne verloren; was hätte er noch zu fürchten? Aber natürlich gebe es Unfälle, auch Veteranen hätten Herzinfarkte oder fielen vor Züge.
Am 19. Februar 2022 wiederholte Iwaschow seine Warnung. Russland sei nicht mehr dasselbe Land wie vor 30 Jahren; wer sich in der Ukraine primär als Russe gefühlt habe, habe sie bereits verlassen. Es komme nicht auf die Annexion der Ukraine an, sondern auf das unterschätzte Problem mangelnder Geburten und der Übersterblichkeit in Russland. Man müsse sich um die Menschen kümmern, nicht um eine „Russische Welt“. Es gebe unzweifelhaft noch eine diplomatische Möglichkeit, den Krieg zu verhindern; aber das russische Verhalten sei zweideutig und entbehre der Logik. Die Übungen mit strategischen Waffen in Belarus seien ein aggressives Signal. Ein Atomkrieg müsse aber wegen unkalkulierbarer Opferzahlen unbedingt verhindert werden. Er habe große Sorgen. Sollte ein Krieg große Ausmaße annehmen, würden ganze Staaten verschwinden und das Wirtschaftssystem weltweit geändert werden, zu Lasten der normalen Leute und zugunsten der Welteliten, so wie Klaus Schwab es wolle. 1916 habe es im Ersten Weltkrieg die Wirtschaftskonferenz von Paris gegeben und später zerfiel der russische Staat. Es werde keine Gewinner geben.

## Mitgliedschaften in Verbänden
2002 gründete und leitete er den Militär-staatlichen Bund Russlands. Er ist Mitglied des Höchsten Offiziersrats Russlands.
Im November 2006 wurde er zum Vorsitzenden der monarchistischen Organisation „Bund des russischen Volkes“ gewählt.
Seit 2008 ist er Mitglied des Expertenrats und einer der Autoren der Zeitschrift Geopolitik.
Er ist außerdem Mitglied des patriotischen Isborsk-Klubs und Teilnehmer des internationalen Waldai-Klubs.
Er hat zahlreiche sicherheitspolitische Fachbücher publiziert und tritt in den Medien als begehrter Experte und Zeitzeuge auf.

## Familie
Iwaschow ist verheiratet und hat eine Tochter. Er hatte zwei Söhne, die mittlerweile verstorben sind.